# Dietlhof
Dietlhof ist ein Gemeindeteil der Gemeinde Sengenthal im Landkreis Neumarkt in der Oberpfalz in Bayern.

## Geografie
Der Weiler liegt westlich vor dem Stufenhang der Nördlichen Frankenalb auf 412 m ü. NHN in einem Forstgebiet südwestlich des Gemeindesitzes, östlich von Freystadt und nördlich von Mühlhausen. Beim Ort brfinden sich äolische Sanddünen. Der Ort verfügt über einen Campingplatz.
Dietlhof liegt an der Staatsstraße 2220 zwischen Rocksdorf und der Einmündung der Staatsstraße in die Bundesstraße 299.

## Geschichte
Der Ort wurde 1616 als eine der Ansiedelungen in der Gemeinde Wiefelsbach genannt, von denen der Hauszehent der Pfarrei Berngau zustand. Infolge des Dreißigjährigen Krieges lag der Hof 1670 öd.
Am Ende des Alten Reiches, um 1800, gehörte der Dietlhof, zu dieser Zeit noch ein einziges Anwesen, zur Oberen Hofmark Berngau und unterstand hochgerichtlich dem herzoglich-baierischen Schultheißenamt Neumarkt.
Im Königreich Bayern wurde zwischen 1810 und 1820 der Steuerdistrikt Forst, dann die gleichnamige Ruralgemeinde gebildet, die aus Forst, Braunshof, Rocksdorf und Stadlhof bestand. In diese Gemeinde wurde vor 1867 die Gemeinde Wiefelsbach mit ihren zehn Einöden integriert, nämlich die Birkenmühle, die Braunmühle, der Dietlhof, die Gollermühle, die Kastenmühle, die heute nicht mehr existierende Kindlmühle, die Ölkuchenmühle, die ebenfalls heute nicht mehr existierende Schmidmühle, die Schlierfermühle und die Seitzermühle. Nach 1830 wurde das Anwesen geteilt; 1836 war von zwei Häusern die Rede.
Dem Landgericht (ab 1862 Bezirksamt, ab 1879 Landkreis) Neumarkt zugeordnet, umfasste die Gemeinde Forst unmittelbar vor der Gebietsreform die zwölf Gemeindeteile Forst, Birkenmühle, Braunmühle, Braunshof, Dietlhof, Gollermühle, Greißelbach, Kanalschleuse 31 (1960 unbewohnt), Kanalschleuse 32 (1987 unbewohnt), Kastenmühle, Schlierferhaide/Schlierfermühle und Stadlhof hatte. Im Zuge der Gebietsreform in Bayern erfolgte am 1. Januar 1972 die Eingliederung der Gemeinde Forst in die Gemeinde Sengenthal im Landkreis Neumarkt i.d.OPf.
Gemäß der Volkszählung vom 1. Dezember 1871 hatte der Dietlhof zu dieser Zeit sechs Gebäude mit 13 Einwohnern, an Großvieh drei Pferde und 23 Stück Rindvieh.
1836 gehörte Dietlhof zur katholischen Pfarrei Berngau mit Filiale in Reichertshofen. Nach Reichertshofen waren die Kinder des Dietlhofes eingeschult. 1928 wurde der Weiler aus der 1867 zur Pfarrei erhobenen Kuratie Reichertshofen zur katholischen Pfarrei Sulzbürg umgepfarrt.

### Einwohnerzahlen
- 1830: 05[11]
- 1836: 13 (2 Häuser)[12]
- 1861: 08 (3 Gebäude)[13]
- 1871: 13 (5 Gebäude)[14]
- 1900: 06 (2 Wohngebäude)[15]
- 1937: 08 (5 Katholiken, 3 Protestanten)[16]
- 1961: 12 (3 Wohngebäude)[17]
- 1977: 15[18]
- 1987: 17 (4 Wohngebäude, 4 Wohnungen)[1]